# Gunnar Staern
Gunnar Oscar Staern, född 23 januari 1922 i Danderyds församling, död 19 februari 2011 i Malmö, var en svensk dirigent.
Staern växte upp i Djursholm och studerade först vid Kungliga Musikhögskolan i Stockholm åren 1940–1944. Där avlade han högre organist- och kantorsexamen samt fortsatte att studera dirigering för Tor Mann och sång för Nanny Larsén-Todsen. Dirigentstudierna fortsatte för ett par av den tidens största dirigenter, Wilhelm Furtwängler och Herbert von Karajan.

## Dirigentverksamhet
Åren 1950–1954 var Staern repetitör vid Kungliga Teatern i Stockholm och debuterade som dirigent i Stockholms Konsertförening (numera Kungliga Filharmoniska Orkestern) 1953. Året därpå blev han chefsdirigent för Gävleborgs läns orkesterförening (nuvarande Gävle symfoniorkester) 1954–1962, vid Stora Teatern i Göteborg 1969–1979 och vid dåvarande Malmö stadsteater (nu Malmö Opera) 1979–1991. 
Staern framträdde som gästdirigent med ledande europeiska orkestrar och turnerade i Australien och Fjärran Östern. Han är även flitigt representerad på fonogram med svenska orkestrar samt med exempelvis London Philharmonic Orchestra. I festspelssammanhang framträdde han bland annat i Bergen och Bratislava. Ett mycket uppmärksammat framträdande gjorde han på Drottningholmsteatern 1968. Kännetecknande för Staerns framträdande vid dirigentpulten var en "gedigen, plastiskt klar och stramt detaljmedveten stil".

## Pedagogisk verksamhet
Utöver dirigerandet var Staern även aktiv som repetitör, instuderare och pedagog bland annat vid Scenskolan för teater och musik (numera Högskolan för scen och musik vid Göteborgs universitet) och vid Musikhögskolan i Malmö.

## Familj
Gunnar Staerns första hustru var musikpedagogen Dagny Holtsberg. Deras dotter var sångerskan Camilla Stærn Sporsén. Hans andra hustru, åren 1950–1959, var pianisten Käbi Laretei, med vilken han fick dottern Linda Stern (född 1955). Tredje hustrun var Berit Frodi. Med sin fjärde hustru körsångerskan Harriet Cronström fick han sonen Benjamin Staern, som är tonsättare. Gunnar Staern är begravd på Djursholms begravningsplats.

## Priser och utmärkelser
- 2007 – Medaljen för tonkonstens främjande